# Ferdinand Josef z Lobkowicz
Ferdinand Josef Jan Nepomuk kníže z Lobkowicz, také z Lobkovic (německy Ferdinand Joseph Johann Nepomuk 8. Fürst von Lobkowitz; 12. dubna nebo 13. dubna 1797 Hollabrunn – 18. prosince 1868 Vídeň) byl český šlechtic, 8. kníže z Lobkovic, 2. vévoda roudnický a zakladatel roudnické linie primogenitury na Roudnici.

## Životopis
Pocházel z knížecí roudnické linie starého českého rodu Lobkoviců, narodil se jako nejstarší ze šesti synů knížete Josefa Františka Maxmiliána (1772–1816) a Marie Karolíny, rozené princezny ze Schwarzenbergu (1775–1816). Ferdinand studoval práva na univerzitě ve Vídni a krátce sloužil v armádě, z níž odešel do výslužby v roce 1826 s hodností nadporučíka. Mezitím po otci zdědil knížecí titul, majetek v Čechách a Rakousku a po dosažení zletilosti převzal osobně správu statků (1822). Z čestných hodností dosáhl již v mládí titulu c. k. komořího, později byl jmenován c. k. tajným radou a v roce 1836 obdržel Řád zlatého rouna. V letech 1832–1833 byl prezidentem Společnosti přátel hudby ve Vídni. Politicky se angažoval v letech 1860–1863, kdy byl členem Českého zemského sněmu a od roku 1861 byl dědičným členem vídeňské Panské sněmovny.

## Majetek

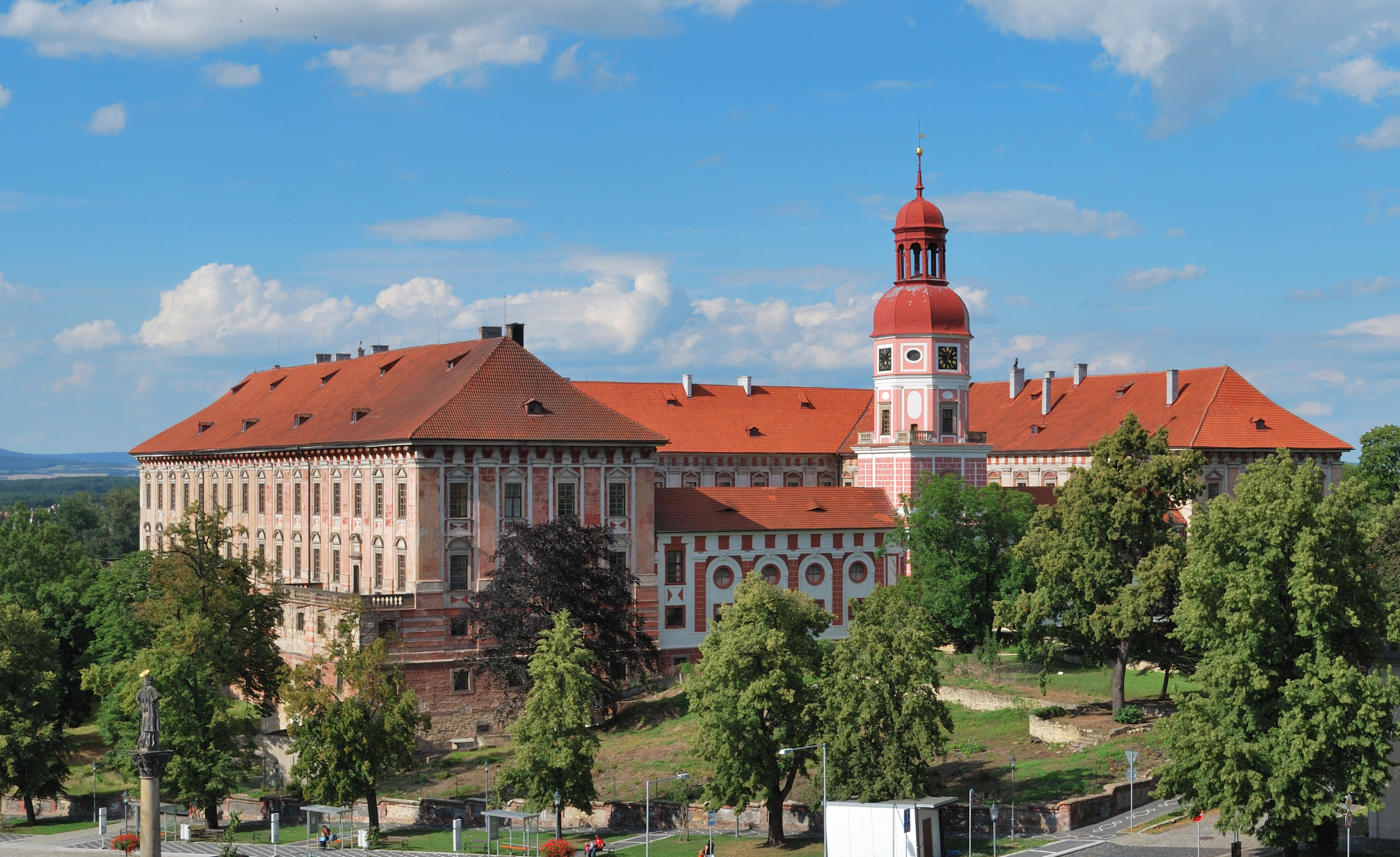
Zámek Roudnice nad Labem

Vlastnil majorátní fideikomis Roudnice nad Labem, Jezeří a Bílina. Dále v Česku držel Vysoký Chlumec, Jistebnice, Lobkovice, Nelahozeves, Encovany, Brozany, Libčeves, Střekov, Skrýšov, Dolní Beřkovice, Jetřichovice a Želeč. V době, kdy přebíral majetek do správy, měly tyto velkostatky hodnotu před pět miliónů zlatých. Ve Štýrsku vlastnil Pfannberg, Weyher, Stattenberg. Ze zděděného majetku předal panství Želeč a Dolní Beřkovice mladším bratrům, kteří založili nové rodové linie. Kvůli nákladnému společenskému životu a stavebním aktivitám svého otce převzal Ferdinand rodové dědictví značně zadlužené, což vedlo k prodeji několika panství. V roce 1829 prodal panství a zámek Lobkovice, podle kterého se rod psal, pražskému advokátovi Janu Měchurovi (1774–1852). Téhož roku byly prodány i další majetky, Jetřichovice získal právník a rektor Karlovy univerzity Jan Nepomuk Kaňka. Jihočeské panství Jistebnice koupil v roce 1829 bohatý pražský rod Nádherných. Ferdinand Lobkowicz se na svých statcích věnoval mimo jiné věnoval podnikání, zaváděl průmysl a zaměřil se hlavně na výrobu cukru. V roce 1835 založil cukrovar v Bílině s kapacitou zpracování 40 000 metrických centů řepy. Tento cukrovar patřil k největším nejen v Čechách, ale v celé monarchii. Díky zlepšeným finančním poměrům koupil v roce 1838 panství Liběšice, které bylo ale po jeho smrti v roce 1871 prodáno průmyslnické rodině Schrollů. Naopak později se v roce 1897 vrátilo do rodového majetku nejstarší sídlo v Lobkovicích. Hlavním rodovým sídlem byl zámek Roudnice nad Labem, cemtrální správa velkostatků ale sídlila na zámku v Bílině. V Praze rodině patřil Lobkovický palác na Pražském hradě. Ve Vídni byl sídlem Lobkovický palác v ulici Lobkowitzplatz. Tento palác byl od poloviny 19. století pronajímán a po Ferdinandově smrti zde dlouhodobě sídlilo francouzské velvyslanectví.
Od roku 1837 byl řádným členem c. k. vlastenecko-hospodářské společnosti. Roku 1851 dal rozhlásit, že vlastenecko-hospodářská společnost má v Roudnici uložen dar 14 měřic kukuřice pro propagaci setí.

## Rodina
Oženil se ve Vídni 9. září 1826 s princeznou Marií z Lichtenštejna (3. prosinec 1808 – 24. květen 1871), dámou Řádu hvězdového kříže a dcerou vojevůdce napoleonských válek prince Mořice z Lichtenštejna. Z jejich manželství se narodily čtyři děti.
- 1. Maxmilián (5. 8. 1827 – 6. 7. 1849 Bony, zámek u Györu)
- 2. Mořic Alois (2. 6. 1831 Inzendorf bei Wien – 4. 2. 1903 Roudnice nad Labem), později 9. kníže z Lobkovic
- 3. Leopoldina Luisa (22. 3. 1835 Vídeň – 10. 5. 1892 Sacco u Rovereta), c. k. palácová dáma, dáma Řádu hvězdového kříže, manž. 1863 Friedrich Anton Maria hrabě Bossi-Federigotti (1834–1902), c. k. komoří, poručík, rytíř Maltézského řádu
- 4. Marie Leopoldina Aloisie (18. 7. 1841 Jezeří – 7. 10. 1870 Řím), manž. 1860 Gebhard Leberecht kníže Blücher z Wahlstattu (1836–1916), plukovník pruské armády, dědičný člen pruské panské sněmovny, rytíř Maltézského řádu, majitel velkostatků Raduň a Studénka

## Vývod z předků
|                             |                                              |  |                                  |                                            |  |  |  |  |  |  |  | Ferdinand August z Lobkowicz |
|                             |                                              |  |                                  |                                            |  |  |  |  |  |  |  |                              |
|                             | Filip Hyacint z Lobkowicz                    |  |                                  |                                            |  |  |  |  |  |  |  |                              |
|                             |                                              |  |                                  |                                            |  |  |  |  |  |  |  |                              |
|                             |                                              |  |                                  | Klaudie Františka Nasavsko-Hadamarská      |  |  |  |  |  |  |  |                              |
|                             |                                              |  |                                  |                                            |  |  |  |  |  |  |  |                              |
|                             | Ferdinand Filip z Lobkowicz                  |  |                                  |                                            |  |  |  |  |  |  |  |                              |
|                             |                                              |  |                                  |                                            |  |  |  |  |  |  |  |                              |
|                             |                                              |  |                                  | Michael Ferdinand z Althannu               |  |  |  |  |  |  |  |                              |
|                             |                                              |  |                                  |                                            |  |  |  |  |  |  |  |                              |
|                             | Anna Marie z Althannu                        |  |                                  |                                            |  |  |  |  |  |  |  |                              |
|                             |                                              |  |                                  |                                            |  |  |  |  |  |  |  |                              |
|                             |                                              |  |                                  | Marie Eleonora Lažanská z Bukové           |  |  |  |  |  |  |  |                              |
|                             |                                              |  |                                  |                                            |  |  |  |  |  |  |  |                              |
|                             | Josef František Maxmilián z Lobkowicz        |  |                                  |                                            |  |  |  |  |  |  |  |                              |
|                             |                                              |  |                                  |                                            |  |  |  |  |  |  |  |                              |
|                             |                                              |  |                                  | Viktor Amadeus I. Savojský                 |  |  |  |  |  |  |  |                              |
|                             |                                              |  |                                  |                                            |  |  |  |  |  |  |  |                              |
|                             | Ludvík Viktor Savojský                       |  |                                  |                                            |  |  |  |  |  |  |  |                              |
|                             |                                              |  |                                  |                                            |  |  |  |  |  |  |  |                              |
|                             |                                              |  |                                  | Marie Viktorie Savojská                    |  |  |  |  |  |  |  |                              |
|                             |                                              |  |                                  |                                            |  |  |  |  |  |  |  |                              |
|                             | Marie Gabriela Savojsko-Carignanská          |  |                                  |                                            |  |  |  |  |  |  |  |                              |
|                             |                                              |  |                                  |                                            |  |  |  |  |  |  |  |                              |
|                             |                                              |  |                                  | Arnošt Leopold Hesensko-Rotenburský        |  |  |  |  |  |  |  |                              |
|                             |                                              |  |                                  |                                            |  |  |  |  |  |  |  |                              |
|                             | Kristýna Hesensko-Rotenburská                |  |                                  |                                            |  |  |  |  |  |  |  |                              |
|                             |                                              |  |                                  |                                            |  |  |  |  |  |  |  |                              |
|                             |                                              |  |                                  | Eleonora Marie Anna z Löwenstein-Wertheimu |  |  |  |  |  |  |  |                              |
|                             |                                              |  |                                  |                                            |  |  |  |  |  |  |  |                              |
| Ferdinand Josef z Lobkowicz |                                              |  |                                  |                                            |  |  |  |  |  |  |  |                              |
|                             |                                              |  |                                  |                                            |  |  |  |  |  |  |  |                              |
|                             |                                              |  | Adam František ze Schwarzenbergu |                                            |  |  |  |  |  |  |  |                              |
|                             |                                              |  |                                  |                                            |  |  |  |  |  |  |  |                              |
|                             | Josef I. Adam ze Schwarzenbergu              |  |                                  |                                            |  |  |  |  |  |  |  |                              |
|                             |                                              |  |                                  |                                            |  |  |  |  |  |  |  |                              |
|                             |                                              |  |                                  | Eleonora Amálie z Lobkowicz                |  |  |  |  |  |  |  |                              |
|                             |                                              |  |                                  |                                            |  |  |  |  |  |  |  |                              |
|                             | Jan Nepomuk I. ze Schwarzenbergu             |  |                                  |                                            |  |  |  |  |  |  |  |                              |
|                             |                                              |  |                                  |                                            |  |  |  |  |  |  |  |                              |
|                             |                                              |  |                                  | Josef Jan Adam z Lichtenštejna             |  |  |  |  |  |  |  |                              |
|                             |                                              |  |                                  |                                            |  |  |  |  |  |  |  |                              |
|                             | Marie Terezie z Lichtenštejna                |  |                                  |                                            |  |  |  |  |  |  |  |                              |
|                             |                                              |  |                                  |                                            |  |  |  |  |  |  |  |                              |
|                             |                                              |  |                                  | Marie Anna Kateřina z Oettingen-Spielbergu |  |  |  |  |  |  |  |                              |
|                             |                                              |  |                                  |                                            |  |  |  |  |  |  |  |                              |
|                             | Marie Karolína ze Schwarzenbergu             |  |                                  |                                            |  |  |  |  |  |  |  |                              |
|                             |                                              |  |                                  |                                            |  |  |  |  |  |  |  |                              |
|                             |                                              |  |                                  | Antonín Karel z Oettingen-Wallersteinu     |  |  |  |  |  |  |  |                              |
|                             |                                              |  |                                  |                                            |  |  |  |  |  |  |  |                              |
|                             | Filip Karel Dominik z Oettingen-Wallersteinu |  |                                  |                                            |  |  |  |  |  |  |  |                              |
|                             |                                              |  |                                  |                                            |  |  |  |  |  |  |  |                              |
|                             |                                              |  |                                  | Marie Anežka Magdalena Fuggerová           |  |  |  |  |  |  |  |                              |
|                             |                                              |  |                                  |                                            |  |  |  |  |  |  |  |                              |
|                             | Marie Eleonora z Öttingen-Wallersteinu       |  |                                  |                                            |  |  |  |  |  |  |  |                              |
|                             |                                              |  |                                  |                                            |  |  |  |  |  |  |  |                              |
|                             |                                              |  |                                  | Kraft Antonín Vilém z Oettingenu           |  |  |  |  |  |  |  |                              |
|                             |                                              |  |                                  |                                            |  |  |  |  |  |  |  |                              |
|                             | Šarlota Juliana z Oettingenu                 |  |                                  |                                            |  |  |  |  |  |  |  |                              |
|                             |                                              |  |                                  |                                            |  |  |  |  |  |  |  |                              |
|                             |                                              |  |                                  | Marie Eleonora ze Schönborn-Buchheimu      |  |  |  |  |  |  |  |                              |
|                             |                                              |  |                                  |                                            |  |  |  |  |  |  |  |                              |